# 내 아내와 시어머니

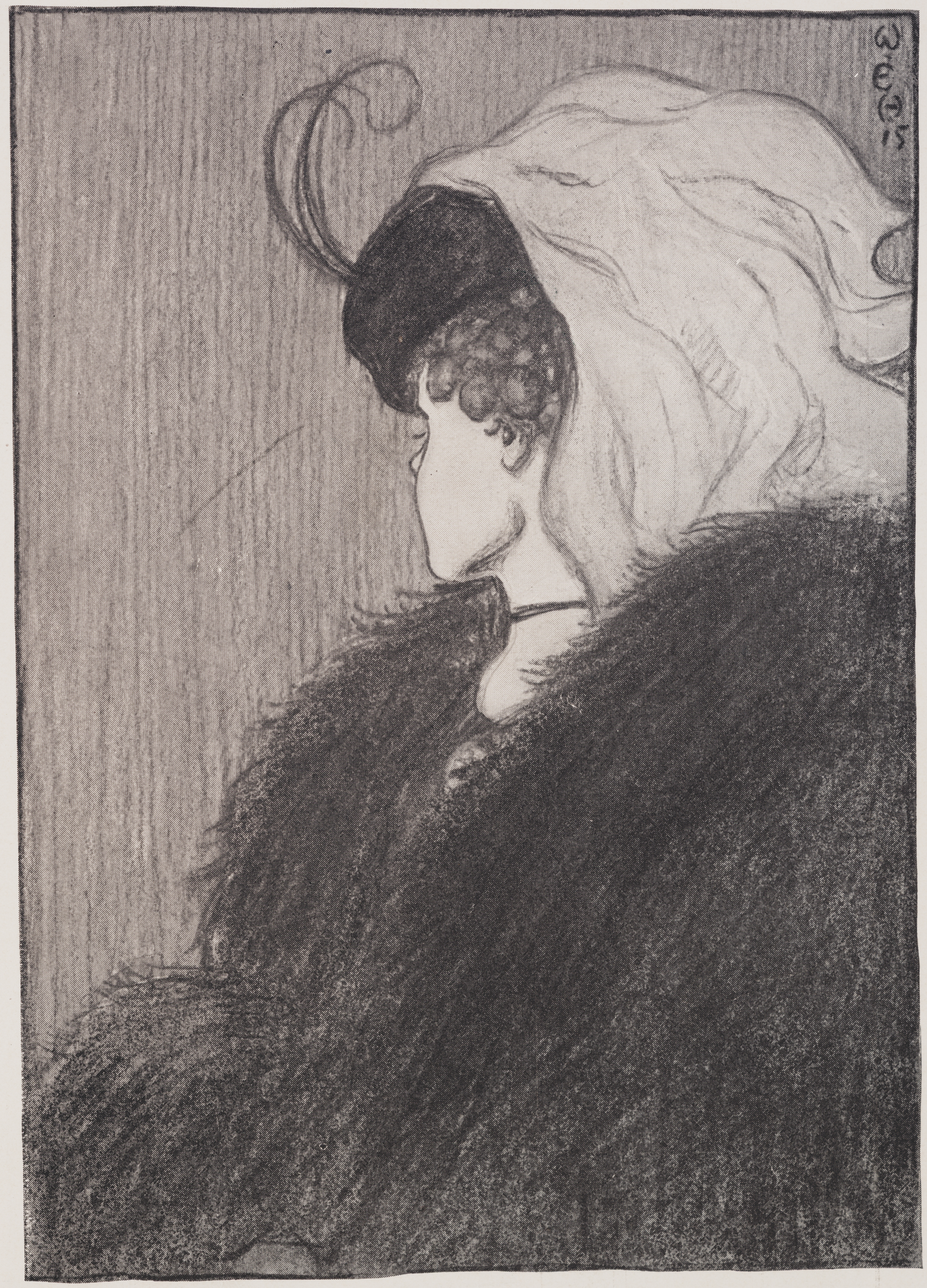
"내 아내와 시어머니", 1915년 W. E. 힐 작

내 아내와 시어머니(My Wife and My Mother-in-Law)는 젊은 여자 또는 늙은 여자("아내"와 "시어머니")로 인식될 수 있는 유명한 반전 이미지이다. 젊은 여자는 얼굴을 관찰자에게서 돌린 모습으로 나타나는 반면 늙은 여자는 옆모습으로 나타나므로, 젊은 여자의 귀를 나타내는 그림의 부분은 늙은 여자의 눈이 되고, 젊은 여자의 턱은 늙은 여자의 코가 되며, 젊은 여자의 초커는 늙은 여자의 입이 된다.

## 역사

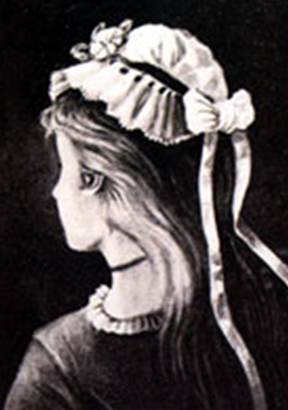
1888년 독일 엽서

미국 만화가 윌리엄 엘리 힐 (1887–1962)은 1915년 11월 6일 미국 유머 잡지인 퍽에 "내 아내와 시어머니"를 "그들은 모두 이 그림 안에 있다 — 찾아봐"라는 글귀와 함께 출판했다. 그러나 이 이미지의 가장 오래된 형태는 1888년 독일의 엽서이다.
1930년 에드윈 보링은 "새로운 반전 그림"이라는 논문에서 이 그림을 심리학자들에게 소개했으며, 이후 교과서와 실험 연구에 등장했다. 그리고 1961년 잭 보트위닉은 힐의 그림을 보완하는 남성적 모티프의 새로운 그림인 "남편과 장인"을 소개했다.

## 같이 보기
- 반전상